# St. Martin (Lühnde)

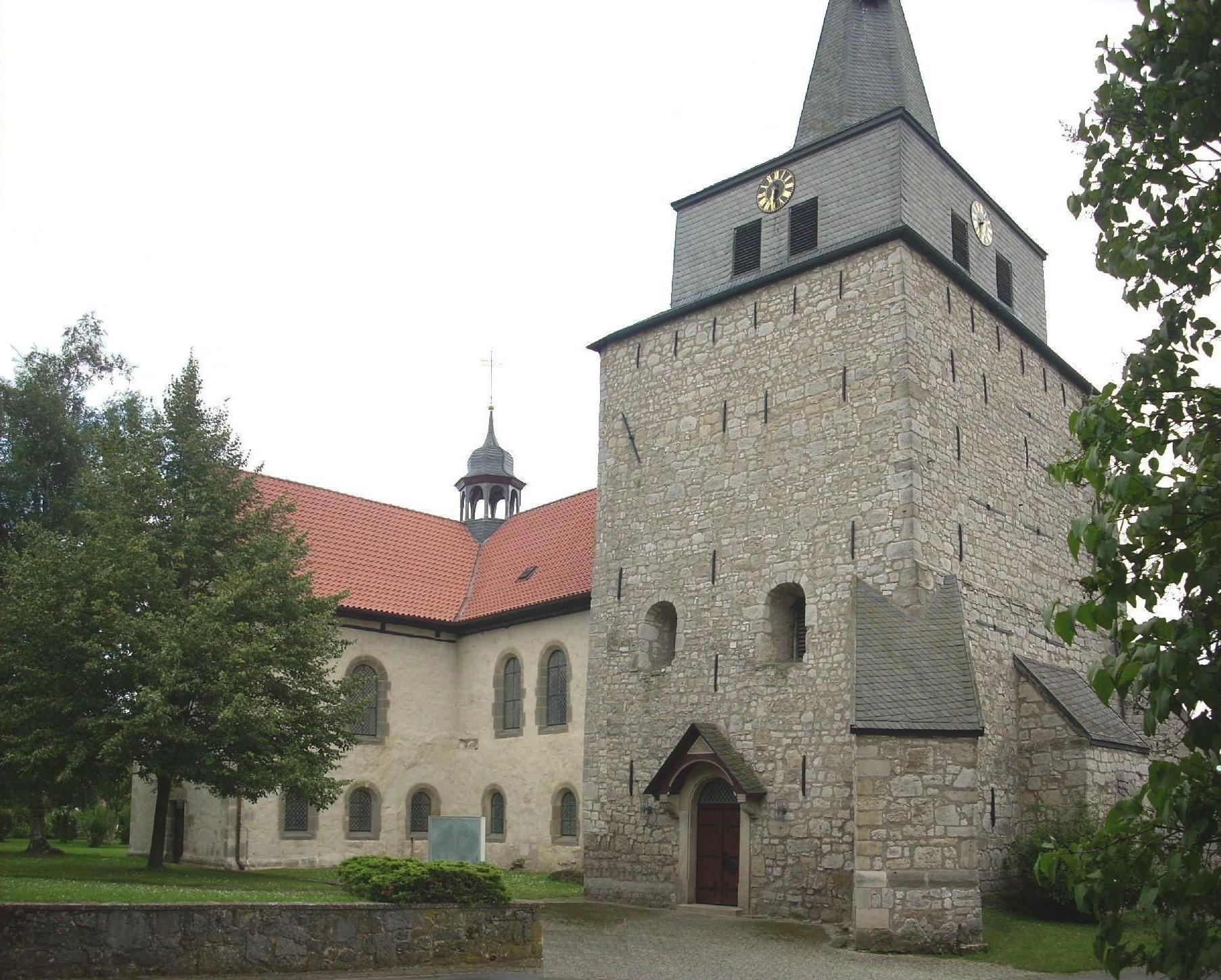
St. Martin von Nordwesten

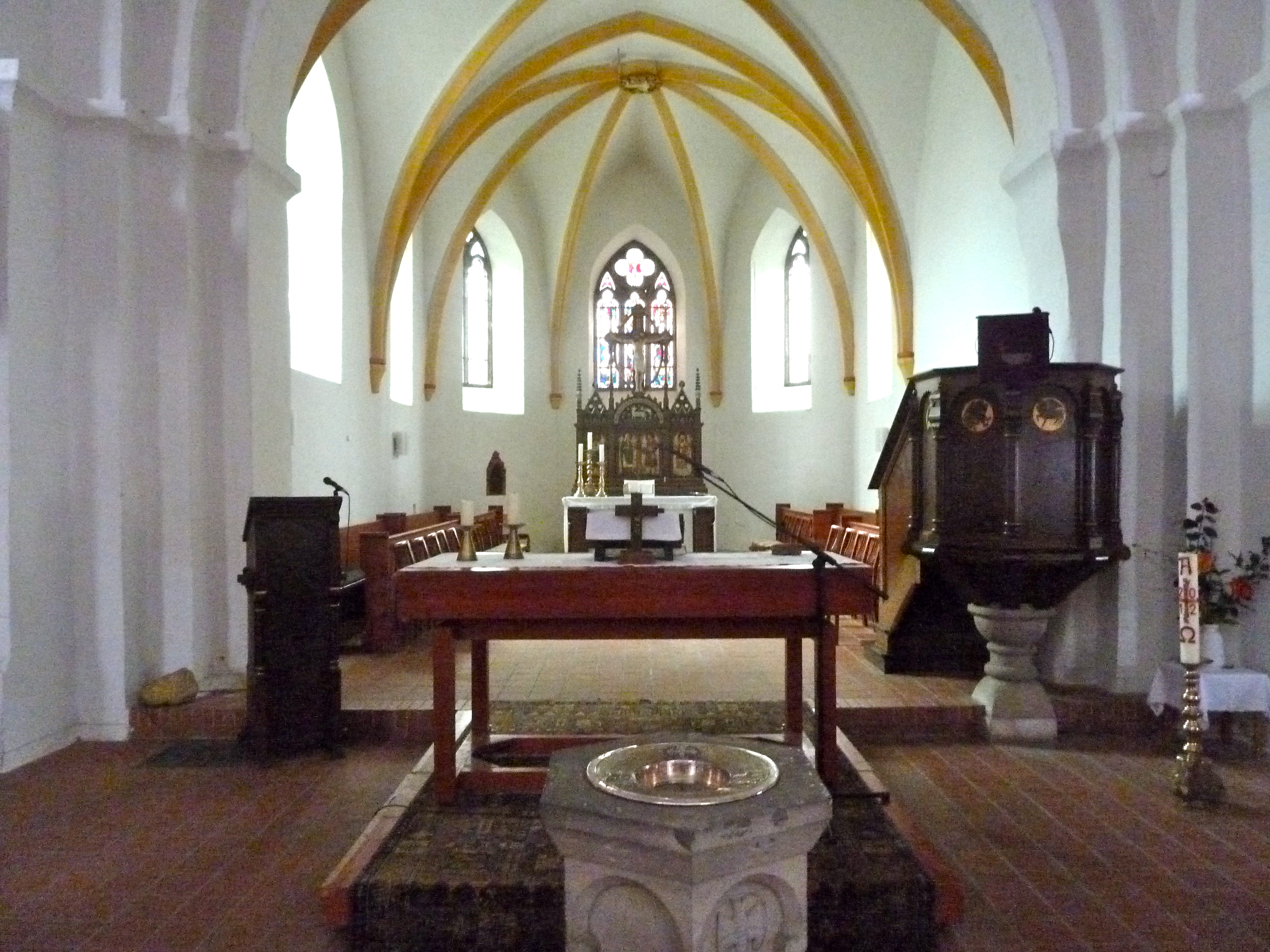
Altarraum

Die evangelische Kirche St. Martin in Lühnde, Gemeinde Algermissen, ist die älteste Kirche im Großen Freien.
Schon um 800 dürfte auf dem heutigen Kirchhügel eine Missionsstation mit Kapelle entstanden sein. Die Missionare, die im Auftrag Karls des Großen kamen, wählten dafür vermutlich eine Stelle, wo die sächsische Bevölkerung schon zuvor ihre Götter verehrt hatte. Möglicherweise erfolgte gleichzeitig die Ansiedlung von Franken in diesem Bereich.
Die Kirche wurde unter das Patrozinium des heiligen Martin gestellt. Martin von Tours galt als der Schutzheilige des Frankenreichs und sein Mantel als dessen kostbarste Reliquie (siehe Kapelle). Vielleicht ist damals ein winziges Teilchen des Martinsmantels nach Lühnde gekommen, um Ort und Region nach dem Ende der Sachsenkriege an das neue Reich und seinen Glauben zu binden.
Nach der ersten Jahrtausendwende bekamen immer mehr Dörfer des Großen Freien eigene Kirchen mit eigenen Pfarreirechten. St. Martin blieb aber Archidiakonat, d. h. Mittelpunkts- und Taufkirche.
Die damals bestehende vermutlich kleine Kirche wurde vor 1200 bis auf den Wehrturm abgerissen und durch die Urform des heutigen Baus ersetzt.
Diese Kirche war eine romanische Basilika auf dem Grundriss eines griechischen Kreuzes. Das Langhaus, östlich an den vorhandenen mächtigen Turm angebaut, bestand nur aus einem quadratischen Mittelschiffjoch mit schmalen zweijochigen Seitenschiffen. Denselben quadratischen Grundriss hatten die Querhausarme, die Vierung und der Chor. An diesen schloss sich im Osten die Apsis mit dem Hauptaltar an. Zwei Nebenapsiden gab es in den Ostwänden der Querhausarme.

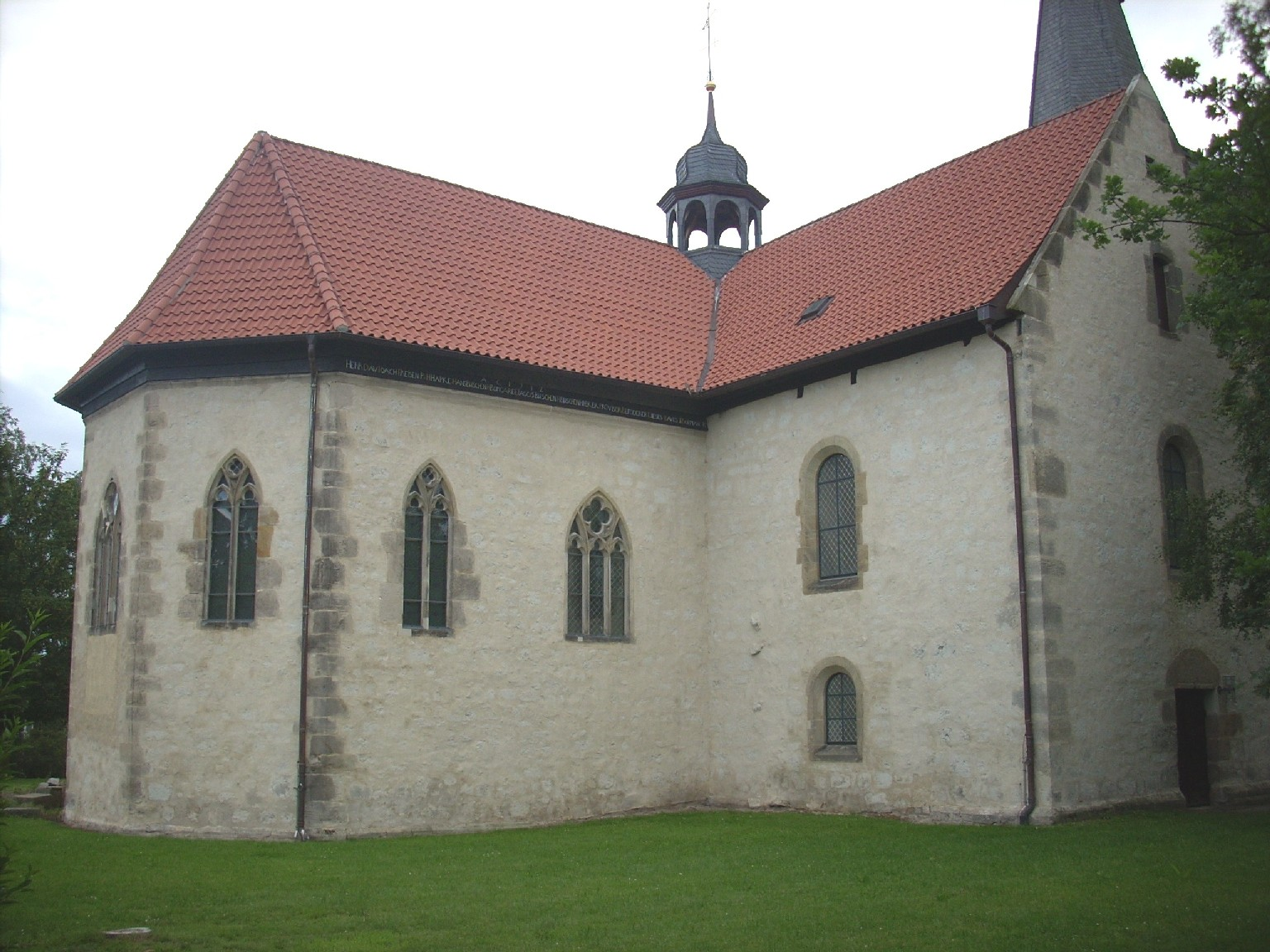
Chor von Nordosten

Dieser romanische Bau wurde in den folgenden Jahrhunderten modernisiert, aber auch verkleinert. Die Gewölbe wurden teilweise erneuert und mit gotischen Rippen versehen. Der Chor erhielt gotische Fenster, und die runde Hauptapsis wurde durch einen oktogonalen Abschluss ersetzt. Diese Modernisierungen gingen jedoch nicht über ein Minimalmaß hinaus. Gleichzeitig wurde die Kirche durch Abriss der Seitenschiffe des Langhauses und der Nebenapsiden verkleinert. In den spätmittelalterlichen Veränderungen spiegelt sich die damals schwindende kirchliche und politische Bedeutung Lühndes wider. In der „verschlankten“ Form, mit teilweise noch sichtbaren Spuren der Eingriffe, blieb die Martinskirche bis heute erhalten.
Nach der Hildesheimer Stiftsfehde gehörte Lühnde zum Fürstentum Calenberg (während Algermissen beim Kleinen Stift verblieb) und wurde in der Reformationszeit etwa 1540 evangelisch. 1884 wurde St. Martin unter der Leitung von Conrad Wilhelm Hase restauriert und erhielt eine neugotische Ausstattung, die bis heute vorhanden ist. Sie gehört heute zur Zwölf-Apostel-Kirchengemeinde Sarstedt-Land im Kirchenkreis Hildesheim-Sarstedt der Evangelisch-lutherischen Landeskirche Hannovers.